# 方姓國中生姦殺案
方姓國中生性侵殺人案是發生在台灣台北縣新店市（今新北市新店區）的一起性侵殺人案，死者因為與父親負氣，與隔壁班同學出遊，卻遭到網友性侵殺害，而死者遺體在犯案後6個月被發現。

## 事件

### 案發經過
2008年11月6日，就讀於中和國中二年17班的方姓國中生（1995年7月21日-2008年11月6日）晚起床，父親告誡她之後去上班，沒有送女兒上學，中午12:00，方女因負氣而接受同校二年19班的許姓少年及主嫌徐志皓邀約，赴臺北縣新店市網咖上網打發時間。許姓少年和徐志皓二人臨時起意，以即時通方式邀約同校二年6班的鄧瑋瑋，鄧瑋瑋再邀方女一同翹課赴約，二人與鄧瑋瑋相約在台北捷運新店線新店市公所站會合；下午1:00抵達之後，主嫌徐志皓（1990年6月1日生）邀約兩女到附近曾姓叔叔的家遊玩，四人步行至台北縣新店市力行路11巷53號一棟兩層樓的公寓2樓房間內。
至下午2:00，徐志皓為了先制伏鄧女，示意許男將方女帶往另一間空房間，此時許姓少年尚不知其意圖。徐男在與鄧女獨處時，持放在房間裡的窗框鋁條重擊頭部、將鄧女打昏，用童軍繩綑綁手腳及膠帶封口後，再叫方女回來房間；當方女回來房間，徐用拳頭重擊方女後腦將其擊昏，並以童軍繩綑綁雙手、膠帶綑綁雙腳與封嘴，再令許姓少年將已經昏迷的鄧女抬到廚房隔壁的空房。安置完鄧女後，徐志皓用屋內的剪刀將方女的國中體育服的上衣長褲與裡面的內衣內褲剪破，並剪開綑在雙腳上的膠帶，此時方女逐漸恢復意識並掙扎大叫，徐嫌再次持鋁棒威脅方女，強行用手扳開方女雙腳加以性侵，完事後用衛生紙擦拭方女流血的下體。由於擔心日後遭指認，徐嫌將許男帶到房內，表明自己已性侵方女，要求他協助殺人滅口，許男因不敢殺人使徐嫌需自己行兇。徐男徒手掐住方女頸部，方女因不斷掙扎而掙脫、雙手抓住徐嫌手腕，徐見狀立刻要求許姓少年協助壓制雙腳；數分鐘後，方女嘴唇泛黑並昏迷，徐嫌鬆手，與許嫌合力將方女抬到浴室後。徐志皓以水果刀割開被害人頸項放血，致被害者方女死亡。
許姓少年和被打昏的鄧女在另一個房間時，鄧女在清醒後聽到方女的尖叫聲不久後，就再也沒聽到方女的聲音，之後許男在共同棄屍前撕開鄧女眼睛上的膠帶。鄧女詢問好友方女的狀況，嫌犯隨口回答「失蹤了」；徐志皓原本打算也將鄧女滅口，以避免東窗事發，但最後許姓少年替鄧女求情而使其逃過一劫，兩人在捷運站釋放鄧女。同月10日，方女父親因為女兒失蹤長達三天，到中和一分局南勢派出所報案協尋失蹤人口。

### 臨檢風波
2008年12月21日，徐志皓和許姓少年偷開徐志皓父親的車子出遊時，遇上警察臨檢。兩人因無照駕駛而心虛衝撞員警，結果遭員警彭彥凱開槍制止，許姓少年被當場擊中，子彈卡在第七節頸椎與第一節胸椎間，導致半身癱瘓。同月25日，主嫌徐男在家長陪同之下，與許姓少年的家長在民進黨台北縣黨部與民進黨立法院黨團幹事長賴清德立委、民進黨台北縣議會總召張瑞山議員、副總召陳永福議員召開記者會，要求國家賠償。
時至2025年賴清德當選總統一年，仍不願對此事件表示意見與評論，在當年許姓少年因殺人棄屍遭判刑後，強壓輿論，並揚言提告述及此事之網友。

## 調查
2009年三月初，鄧姓少女因為想知道方姓少女下落，到醫院探視先前因逃避警方臨檢、被開槍誤傷的許姓少年，經詢問才知「同學已被先姦後殺」，隨即報案。警方透過方女網路聯絡記錄，以及鄧女供詞，鎖定徐志皓、許姓少年。於2009年5月12日，據兩人供詞至新店力行路棄屍處，找到死者遺骸。警方調查結果為徐嫌於強姦得逞後，命許姓少年把昏厥中的被害人抬到浴室，徐嫌用水果刀割開被害人頸項放血，後兩人合力將屍體抬到頂樓，往旁邊空置畸零地丟棄，再用木板把屍體遮掩。

## 審判
2010年1月26日，台灣高等法院二審維持一審原判，仍判處主嫌徐志皓死刑，而共犯許姓少年則因未滿十四歲，另經第一審少年法庭裁定令入感化教育處所施以感化教育確定。同年10月，高等法院更一審以被告已有悔意，並獲得受害者家屬原諒等理由，將徐志皓改判無期徒刑。
2013年5月8日，許姓少年於2008年因衝撞員警，結果遭員警開槍制止導致半身癱瘓的國賠案，經三審敗訴定讞。

## 後續發展
部分媒體報導說倖存者鄧姓女學生是因為被拍攝裸照封口才得以存活，但當事人否認，並發表一篇聲明啟事在個人部落格裡澄清；回到校園的鄧姓少女，之後半年承受相當的輿論壓力和關切，因此台北縣教育局同意鄧可轉學至縣內任何一所學校，以避開本案引發的紛擾，而命案現場已於2013年拆除改建。
全案定讞後不久，方姓少女的父親因肝癌病逝，而少女的泰國籍母親，也離開台灣，投靠在印尼的姐姐。
2023年12月12日，在隔年將進行投票的2024年中華民國總統選舉競選期間，社群媒體粉絲專頁「不禮貌鄉民團」重提此案，提及時任立委賴清德「曾為性侵犯開記者會討論國家賠償」的問題，被賴清德競選辦公室以「時空錯置的惡質抹黑」加以提告。中國國民黨立委林為洲對此批評賴清德未為聲援錯誤對象道歉，並質疑「不禮貌鄉民團」的文章並未誹謗，林國春亦指責賴清德當年的舉動影響警察士氣，質問他是否曾對警方表達關切或慰問。